# Havesyvsover
Havesyvsover (Eliomys quercinus) er en gnaver i familien syvsovere.

## Udseende
Havesyvsoverens krop er normalt 10 til 15 cm lang og den har en hale på 8 til 14,5 cm.

## Udbredelse
Den er udbredt i Sydeuropa men der findes en lille bestand i Sønderjylland. Den er vurderet som utilstrækkelige data på den danske rødliste 2019.